# Мостарда, Алфредо
Алфре́до Моста́рда Фи́льо́ (порт.-браз. Alfredo Mostarda Filho; 18 октября 1946, Сан-Паулу — 28 марта 2025) — бразильский футболист, центральный защитник.

## Карьера

### В сборной
В сборной Бразилии Алфредо Мостарда дебютировал 31 марта 1974 года в товарищеском матче со сборной Мексики, завершившимся со счётом 1:1. В составе сборной Алфредо Мостарда принял участие в чемпионате мира 1974 года. Своё второе и последнее выступление за сборную Алфредо Мостарда провёл в матче за третье место на чемпионате мира 1974 года против сборной Польши 6 июля 1974 года, тот матч завершился поражением бразильцев со счётом 0:1. Также Алфредо Мостарда сыграл за сборную 2 неофициальных матча.
| № | Дата          | Соперник | Счёт | Голы | Турнир              |
| 1 | 31 марта 1974 | Мексика  | 1:1  | -    | Товарищеский матч   |
| 2 | 6 июля 1974   | Польша   | 0:1  | -    | Чемпионат мира 1974 |

Итого: 2 матча; 1 ничья, 1 поражение.
| № | Дата        | Соперник       | Счёт | Голы | Турнир            |
| 1 | 30 мая 1974 | Страсбур       | 1:1  | -    | Товарищеский матч |
| 2 | 3 июня 1974 | Сборная Базеля | 5:2  | -    | Товарищеский матч |

Итого: 2 матча; 1 победа, 1 ничья.
Умер 28 марта 2025 года в возрасте 78 лет.

## Достижения

### Командные
«Крузейро»
- Обладатель Кубка Бразилии: 1966
- Чемпион штата Минас-Жерайс: 1966

 «Палмейрас»
- Обладатель Кубка Бразилии: 1967
- Чемпион Бразилии (2): 1972, 1973
- Серебряный призёр чемпионата Бразилии: 1978
- Чемпион штата Сан-Паулу (2): 1972, 1974
- Серебряный призёр чемпионата штата Сан-Паулу: 1973

 «Коритиба»
- Чемпион штата Парана: 1976

### Личные
- Обладатель «Серебряного мяча» Бразилии: 1973